# مونيكا لاسي
مونيكا لاسي (بالإنجليزية: Monica Lacy)‏ هي كاتبة سيناريو وممثلة أمريكية، ولدت في 27 أغسطس 1970 في لوس أنجلوس في الولايات المتحدة.

## وصلات خارجية
- الموقع الرسمي
- مونيكا لاسي على موقع IMDb (الإنجليزية)
- مونيكا لاسي على موقع قاعدة بيانات الفيلم (الإنجليزية)